# Circondario di Pisa
Il circondario di Pisa era uno dei circondari in cui era suddivisa l'omonima provincia.

## Storia
Il circondario di Pisa venne istituito nel 1860.
Nel 1925 i comuni di Collesalvetti e Rosignano Marittimo vennero distaccati dal circondario di Pisa e aggregati al circondario di Livorno nell'omonima provincia. Contemporaneamente vennero aggregati al circondario di Pisa i comuni di Castelfranco di Sotto, Montopoli in Val d'Arno, San Miniato, Santa Croce sull'Arno e Santa Maria a Monte, già parte del circondario di San Miniato nella provincia di Firenze, ma dopo pochi mesi tali comuni, a cui si aggiunsero Palaia e Peccioli, andarono a costituire il nuovo circondario di San Miniato.
Il circondario di Pisa venne soppresso nel 1927 come tutti i circondari italiani.

## Geografia antropica

### Suddivisioni amministrative
Nel 1863, la composizione del circondario era la seguente:
- mandamento I di Bagni San Giuliano
  - comuni di Bagni San Giuliano; Vecchiano
- mandamento II di Fauglia
  - comuni di Fauglia; Colle Salvetti
- mandamento III di Lari
  - comuni di Lari; Chianni; Lorenzana; Santa Luce
- mandamento IV di Peccioli
  - comuni di Laiatico; Peccioli; Terricciuola
- mandamento V di Pisa (Città)
  - parte del comune di Pisa
- mandamento VI di Pisa (Campagna)
  - parte del comune di Pisa
- mandamento VII di Pontedera
  - comuni di Capannoli; Cascina; Palaia; Ponsacco; Pontedera
- mandamento VIII di Rosignano Marittimo
  - comuni di Castellina Marittima; Orciano Pisano; Riparbella; Rosignano Marittimo
- mandamento IX di Vico Pisano
  - comuni di Bientina; Calcinaia; Vico Pisano